# Proatheris
Proatheris é um género monotípico criado para a espécie de víbora venenosa, Proatheris superciliaris. Trata-se de uma pequena espécie terrestre endémica da África Oriental. Actualmente não se reconhecem subespécies.

## Descrição
P. superciliaris é uma espécie de pequeno tamanho com comprimento total médio entre 40 e 50 cm, com comprimento máximo de 61 cm. As fêmeas são ligeiramente maiores que os machos. A cabeça é algo alongada e a sua parte mais alta encontra-se coberta com pequenas escamas exceptuando um par de grandes escamas supra-oculares, com comprimento aproximadamente igual ao dobro da sua largura.

## Distribuição geográfica
Habita na África Oriental. A parte sul da sua área de distribuição começa perto da Beira, no centro de Moçambique, estendendo-se para norte ao longo da Planície de Moçambique até Quissanga, e através do Malawi para norte até às planícies aluviais do sul da Tanzânia no extremo norte do Lago Niassa.
A localidade-tipo é "Terra Querimba" (= Quissanga continental em frente à ilha de Quirimba, Moçambique).
A sua área de distribuição está aparentemente centrada na secção mais baixa do rio Zambeze e estende-se pela planície costeira do centro de Moçambique e vale do Chire até ao lago Chilwa e Malawi. Contudo, têm sido encontrados outros espécimes bastante longe desta região, na província de Cabo Delgado no nordeste de Moçambique, e Mwaya no sudoeste da Tanzânia.

## Habitat
É quase sempre encontrada em pântanos, planícies aluviais e terras usadas para pastagem de gado. O solo nunca é muito seco, uma vez que isto dificultaria a escavação de tocas pelos roedores de que se alimenta. São serpentes totalmente terrestres e normalmente encontradas em ou próximo de tocas destes roedores.

## Comportamento
Uma das características distintivas do grupo Atheris (do qual Proatheris é um parente muito próximo), é terem cauda prênsil. No caso de Proatheris,  os juvenis e subadultos têm esta capacidade, a qual se apresenta diminuída nos adultos.

## Alimentação
As suas presas são sobretudo pequenos sapos e rãs. Ocasionalmente, também se alimenta de pequenos roedores.

## Reprodução
Trata-se de uma espécie vivípara, tipicamente com 3 a 16 neonatos.

## Veneno
O primeiro caso conhecido de um sobrevivente de uma mordedura por esta espécie foi relatado por Els (1988), envolvendo um juvenil de 20 cm e uma vítima de 24 anos de idade penetrada por uma única presa. Os resultados foram dolorosos, mas não ocorreu nenhum dos fortes sintomas hemotóxicos que então se associavam ao veneno de Atheris.
Num segundo caso em 1996, a vítima sofreu hemólise severa e destruição total de plaquetas seguida de falha renal e hepática. Quando se temia que o paciente poderia morrer de síndrome hemolítico-urémica, foi submetido a plasmaferese. Afortunadamente o paciente sobreviveu, mas é agora óbvio que o veneno de P. superciliaris é muito hemotóxico[carece de fontes?].

## Taxonomia
Esta espécie estava anteriormente colocada no género Atheris com base em características do crânio e devido à sua cauda parcialmente prênsil.